# Surrealismo

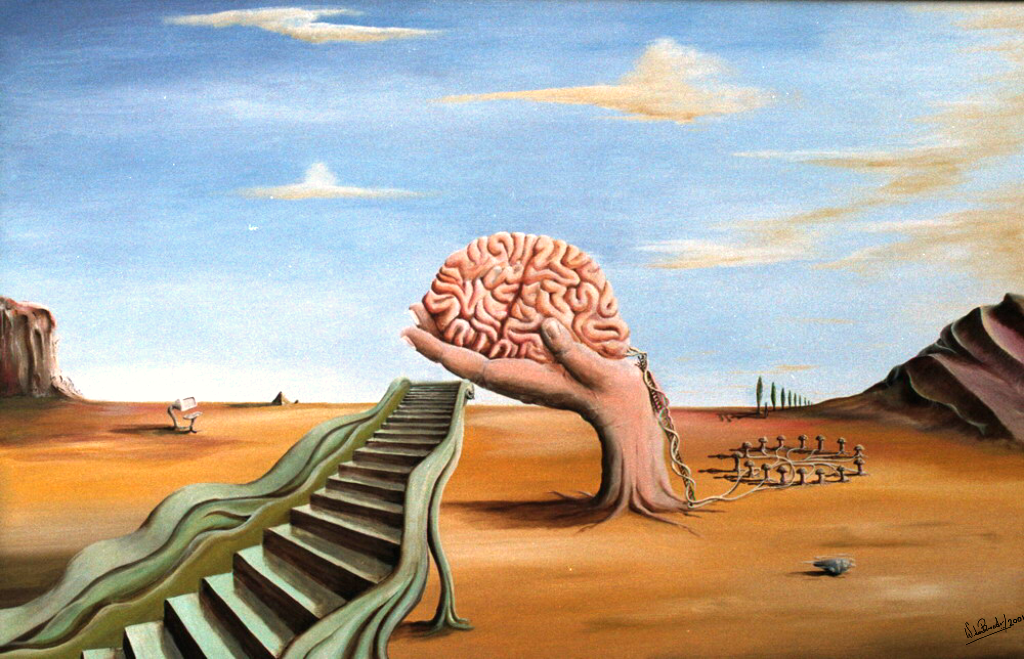
BrainChain, olio su tela di Willem den Broeder (2001)

Il surrealismo è un movimento artistico e letterario d'avanguardia del Novecento, nato negli anni '20 a Parigi come evoluzione del dadaismo, del futurismo e della pittura metafisica e che coinvolse tutte le arti, toccando letteratura, pittura e cinema; nel 1924 ne fu scritto il primo manifesto.
Esso vuole esprimere una realtà superiore, fatta d'irrazionale e sogno, per rivelare gli aspetti più profondi della psiche.
Il surrealismo ebbe come principale teorico il poeta André Breton, che impersonò la vitalità distruttiva del dadaismo. Breton fu influenzato dalla lettura de L'interpretazione dei sogni di Freud del 1900; dopo averlo letto, egli arrivò alla conclusione che fosse inaccettabile il fatto che il sogno e l'inconscio avessero avuto così poco spazio nella civiltà moderna e pensò, quindi, di fondare un nuovo movimento artistico e letterario in cui essi avessero un ruolo fondamentale. Nacque così il surrealismo, che aveva avuto tra i suoi precursori recenti il poeta e scrittore Guillaume Apollinaire, morto nel 1918.

## Descrizione

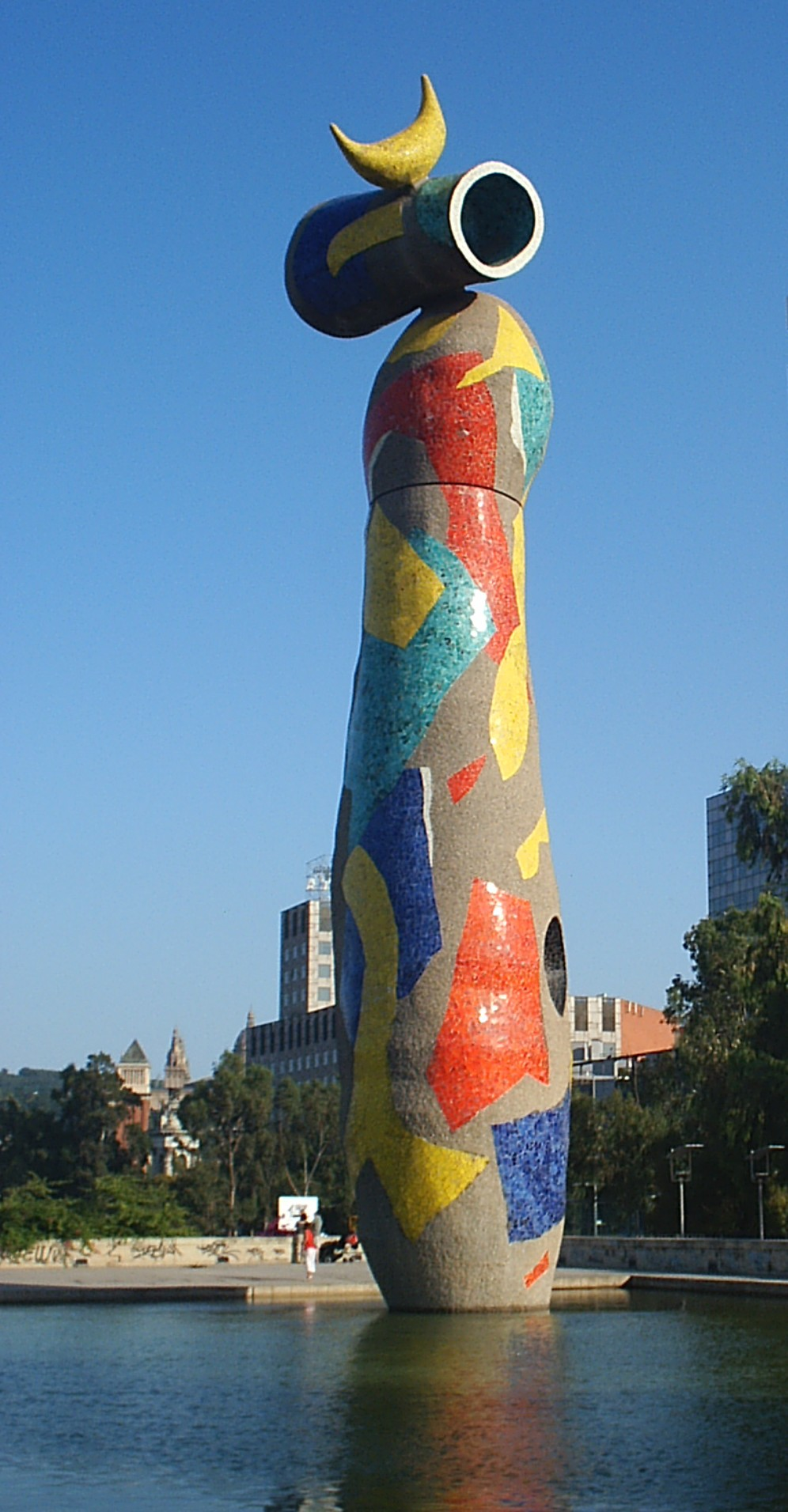
Donna e Uccello (Dona i ocell), Joan Miró, 1982, Barcellona

Il surrealismo è quindi un automatismo psichico, ovvero quel processo in cui l'inconscio, quella parte di noi che emerge durante i sogni, emerge anche quando siamo svegli e ci permette di associare libere parole, pensieri e immagini senza freni inibitori e scopi preordinati.
I surrealisti si avvalevano di diverse tecniche per far in modo di attivare il loro inconscio, una di queste è il "La noticinaaa" (cadavere squisito), tecnica basata sulla casualità e sulla coralità, che prevede la collaborazione di più artisti: uno di essi comincia l'operazione tracciando un disegno, una figura, che deve essere ignorata dagli altri, poi il foglio deve essere passato a tutti i partecipanti, uno per uno, i quali a loro volta faranno una figura, e così via.
Questa tecnica era utilizzata dai surrealisti anche in ambito poetico, ovvero aggiungendo uno per uno una parola, ignorando lo scopo finale dei singoli. Il nome della tecnica deriva infatti da una poesia surrealista: Il cadavere squisito berrà il vino nuovo.
Altre tecniche frequentemente utilizzate dai pittori di questo movimento sono:
- il frottage (strofinamento);
- il grattage (grattamento, raschiamento);
- il collage;
- l'assemblage;
- il dripping (Max Ernst è il primo ad utilizzare questa tecnica, resa famosa dopo la seconda guerra mondiale da Jackson Pollock).

Il surrealismo ha tre tematiche principali:
- "amore": inteso come fulcro della vita;
- "sogno e follia": considerati i mezzi per superare la razionalità (molti surrealisti ammiravano Freud e Jung);
- "liberazione": dell'individuo dalle convenzioni sociali.

La caratteristica comune a tutte le manifestazioni surrealiste è la critica radicale alla razionalità cosciente, e la liberazione delle potenzialità immaginative dell'inconscio per il raggiungimento di uno stato conoscitivo "oltre" la realtà ("sur-realtà") in cui veglia e sogno sono entrambe presenti e si conciliano in modo armonico e profondo. Il Surrealismo è certamente la più "onirica" delle manifestazioni artistiche, proprio perché dà accesso a ciò che sta oltre il visibile. Inoltre, esso comprende immagini nitide e reali ma accostandole tra di loro senza alcun nesso logico.
Il pensiero surrealista si manifestò spesso come ribellione alle convenzioni culturali e sociali, concepita come una trasformazione totale della vita, attraverso la libertà di costumi, la poesia e l'amore.
Suoi referenti sono Marx e Freud: "Trasformare il mondo, ha detto Marx, cambiare la vita, ha detto Rimbaud. Queste due parole d'ordine sono per noi una sola" (André Breton). Spesso, molti esponenti del surrealismo sposarono la causa del comunismo e dell'anarchismo (con l'eccezione di Dalí, che mai si allineò ad una corrente politica), per contribuire attivamente al cambiamento politico e sociale che avrebbe poi portato ad una partecipazione più generale alla "surrealtà". Altri precursori esaltati dai surrealisti furono il marchese de Sade e Restif de la Bretonne.
La critica si divide su dove collocare il punto finale del movimento surrealista: sicuramente, la fine della seconda guerra mondiale (1945) e la morte di Breton (1966) hanno segnato dei punti di svolta importanti nella storia del surrealismo, che però annovera esponenti anche nella seconda metà del Novecento (come i pittori Fabrizio Clerici, William Girometti, Licurgo Sommariva) e continua ancora oggi ad essere una realtà artistica vitale.
Il movimento surrealista è di gran lunga il più longevo fra le avanguardie storiche e la sua diffusione capillare in tutto il mondo ha reso la sua storia molto variegata rispetto a movimenti circoscritti nel tempo e nello spazio come il dadaismo o il futurismo. L'attività del primo gruppo surrealista parigino, gravitante intorno ad André Breton, vide la partecipazione di un grande numero di scrittori e artisti di diverso orientamento, spesso in conflitto tra loro e con la guida spirituale del movimento. 
Tra gli artisti di arti visive più riconosciuti, spaziamo tra Joan Miró nel suo allucinato mondo parallelo popolato di forme geometriche colorate e sospese che ricerca l'interiorità delle cose con crescente astrazione. Con Max Ernst l'illogica scava nel profondo dell'animo umano; René Magritte che gioca molto sull'estraniamento dalla realtà e le sue opere sono sollecitazioni visive che ci portano a riflettere. E, naturalmente, c'è Salvador Dalí ("il surrealismo sono io"), con la sua fantastica o fantasmatica proiezione del "sogno" e del pensiero subcosciente o pre-cosciente in una visionaria pseudo-realtà.
Del movimento fecero parte anche numerose donne, da menzionare per l'innovativo apporto che diedero all'avanguardia: tra esse si distinguono Leonora Carrington, Meret Oppenheim, Dorothea Tanning, Dora Maar, Leonor Fini, Remedios Varo e l'italiana Bona de Pisis de Mandiargues, riscoperta di recente.
| Letteratura | Arti visive |  |
| Guillaume Apollinaire, Louis Aragon, Antonin Artaud, André Breton, Claude Cahun, René Crevel, Paul Delvaux, Robert Desnos, Paul Éluard, Benjamin Péret, Jacques Prévert, Philippe Soupault, Tristan Tzara | Hans Arp, Luis Buñuel, Bona de Pisis de Mandiargues, Wolfgang Lettl, Salvador Dalí, Max Ernst, Alberto Giacometti, René Iché, René Magritte, Wifredo Lam, Roberto Matta, André Masson, Joan Miró, Meret Oppenheim, Man Ray, Yves Tanguy, David Lynch, Federico Fellini, Fernando Arrabal, Alejandro Jodorowsky, Roland Topor, Dora Maar |  |